# Over de vrijheid van een christen
Over de vrijheid van een christen (oorspronkelijk Duits: Von der Freiheit eines Christenmenschen, kort daarna in Latijn: De libertate christiana) is een traktaat van Maarten Luther (1483-1546). Hij schreef dit in 1520 aan paus Leo X als een samenvatting van wat hij leert. Het was de laatste van 27 publicaties uit 1520. Er verschenen bij leven van Luther minstens twintig herdrukken.
Zoals de titel van het traktaat al aangeeft, schrijft Maarten Luther hier over de vrijheid die een christen heeft. Hij hanteert daarbij de twee volgende stellingen als uitgangspunt:
1. Een christen is een zeer vrije heer over alle dingen, aan niemand onderworpen.
2. Een christen is een zeer dienstvaardige knecht van allen, onderworpen aan allen.

## Inhoud
Luther geeft aan dat de mens twee kanten heeft: vlees en geest. Hij zegt dat de mens alleen het woord van God nodig heeft om te leven en echt vrij te zijn. Dit woord van God kan volgens Luther niet door goede werken ontvangen worden, maar alleen in geloof. Wie in geloof naar zichzelf kijkt, ziet dat hij zondig is en weet daardoor dat hij Christus nodig heeft. Het geloof in Christus bevrijdt van kwaad en brengt heil. 
Gods woord bestaat uit geboden en beloften. De geboden geven aan wat de goede werken zijn. Wanneer mensen erachter komen dat ze de geboden niet kunnen houden, zijn er de beloften. De belofte dat wie in Christus gelooft genade, gerechtigheid, vrede en vrijheid zal ontvangen. 
De eerste kracht en vrucht van het geloof is, dat niemand wet of werken nodig heeft voor zijn rechtvaardiging en behoud. De tweede kracht en vrucht van het geloof is dat de ziel, als ze gelooft, God voor waarachtig, betrouwbaar en rechtvaardig houdt. Dat leidt tot gehoorzaamheid aan God. Een derde kant van het geloof is dat het de gelovige verbindt met Christus, zoals een bruid is verbonden aan haar bruidegom. Zo worden alle dingen van hen gemeenschappelijk. 
Omdat Christus priester en koning is, worden wij, als zijn bruid, ook priester en koning. Als koning hebben wij macht over alle dingen. Waardoor niets ons nog kwaad kan doen. Als priester mogen wij voor God verschijnen.
Luther pleit voor een 'priesterschap van alle gelovigen'. Dat betekent dat er geen priesters hoeven te worden aangesteld, maar dat elke christen een priester is. 
Omdat de mens vlees en geest is, kunnen we in de vrijheid niet zomaar doen wat we willen. Vlees en geest willen niet hetzelfde. Door bidden en vasten moet het vlees onderworpen worden aan de geest. Hier komt Luther bij de noodzaak van de werken. Zij moeten niet gedaan worden om behouden te worden, maar wel om het vlees aan de geest te onderwerpen. Deze werken moeten uit vrije wil gedaan worden, uit gehoorzaamheid aan God. De werken zijn daarmee niet het uiteindelijke doel. Het uiteindelijke doel is het afstompen van verkeerde verlangens. 
Een typische uitspraak: goede werken maken niet een goede man, maar een goede man doet goede werken. 
Wanneer goede werken worden gezien als bijdragend aan de rechtvaardigheid, dan worden ze daarmee slecht, omdat ze de vrijheid en het geloof vernietigen. Goede werken zijn alleen goed als ze in geloof gedaan worden. Naast algemene werken en werken om je vlees te bedwingen, zijn er ook werken voor de naaste. De mens leeft voor anderen. Zoals Christus omgang had met anderen, moeten ook wij dat doen. Zo komt uit het geloof ook de liefde voort, zo stelt Luther.

## Gevolgen
Onbedoeld droeg het werk bij aan de Duitse Boerenoorlog (1524-1525). Luther ging echter uit van geweldloos verzet en schreef in reactie daarop Wider die Mordischen und Reubischen Rotten der Bawren (1525) waarin hij zich uitsprak tegen de boeren en voor de rechten van de vorsten.